# Comuna de Małkinia Górna
Małkinia Górna (polaco: Gmina Małkinia Górna) é uma gminy (comuna) na Polónia, na voivodia de Mazóvia e no condado de Ostrowski (mazowiecki). A sede do condado é a cidade de Małkinia Górna.
De acordo com os censos de 2004, a comuna tem 12 296 habitantes, com uma densidade 91,7 hab/km².

## Área
Estende-se por uma área de 134,08 km², incluindo:
- área agricola: 60%
- área florestal: 29%

## Demografia
Dados de 30 de Junho 2004:
|                      | Total   | Total | Mulheres | Mulheres | Homens  | Homens |
| -------------------- | ------- | ----- | -------- | -------- | ------- | ------ |
|                      | pessoas | %     | pessoas  | %        | pessoas | %      |
| População            | 12 296  | 100   | 6263     | 50,9     | 6033    | 49,1   |
| Densidade (pop./km²) | 91,7    | 100   | 46,7     | 46,7     | 45      | 45     |

De acordo com dados de 2002, o rendimento médio per capita ascendia a 1211,67 zł.

## Subdivisões
- Błędnica, Borowe, Daniłowo, Daniłowo-Parcele, Daniłówka Pierwsza, Glina, Grądy, Kiełczew, Klukowo, Małkinia Dolna, Małkinia Górna, Niegowiec, Orło, Podgórze-Gazdy, Poniatowo, Prostyń, Przewóz, Rostki-Piotrowice,  Rostki Wielkie, Sumiężne, Treblinka, Zawisty Nadbużne, Zawisty Podleśne, Żachy-Pawły.

## Comunas vizinhas
- Brok, Ceranów, Kosów Lacki, Ostrów Mazowiecka, Sadowne, Zaręby Kościelne